# Amrit Kaur
Rajkumari Amrit Kaur, född 2 februari 1889, död 2 oktober 1964, var prinsessa av Kapurthala och indisk politiker (INC). Hon var 1947 - 1952 hälsovårdsminister och från 1952 kommunikationsminister i Indiens regering, fram till 1957 ledamot i Lok Sabha, därefter ledamot i Rajya Sabha.